# Primal Rock Rebellion
Primal Rock Rebellion es un supergrupo de heavy metal formado en Londres, Reino Unido, por el guitarrista de Iron Maiden Adrian Smith y Mikee Goodman, cantante de la banda SikTh. El álbum debut de la agrupación, Awoken Broken, fue lanzado el 27 de febrero de 2012, con la canción "I See Lights", disponible para su descarga gratuita desde la web oficial de la banda el 2 de enero del mismo año. El 26 de enero de 2012, el video musical de la canción "No Place Like Home" fue lanzado en la página oficial y anunciado como primer sencillo.

## Discografía
Discos de Estudio
- Awoken Broken (2012)

## Músicos
- Mikee Goodman - voz
- Adrian Smith - guitarra, bajo, coros

### Músicos de Sesión
- Dan Foord - Batería